# Alessandro Doga
Alessandro Doga (Genova, 15 ottobre 1975) è un dirigente sportivo, allenatore di calcio ed ex calciatore italiano, di ruolo centrocampista, direttore tecnico del Livorno.

## Caratteristiche tecniche
Doga era un esterno sinistro.

## Carriera

### Giocatore
Inizia a giocare a calcio nelle giovanili della Sampdoria. Dopo aver trascorso un biennio in prestito al Prato in Serie C1, nel 1997 si trasferisce alla Fidelis Andria. Esordisce in Serie B il 31 agosto 1997 in Perugia-Fidelis Andria (4-1), subentrando nella ripresa al posto di Alessandro Sturba. Termina la stagione con 32 presenze. In estate viene tesserato dal Lecce. Esordisce con i salentini il 23 agosto 1998 contro il Monza in Coppa Italia (0-2 per i giallorossi), subentrando al 67' al posto di Francesco Cozza. Termina la stagione – conclusa con la promozione dei salentini in Serie A – con 27 presenze complessive. In estate si trasferisce in prestito al Chievo, in Serie B.
Nel 2000 viene tesserato dal Livorno, in Serie C1. Con il Livorno è protagonista di una doppia promozione, che vede gli amaranto raggiungere la massima serie nel 2004, a distanza di 55 anni dall'ultima partecipazione. Esordisce in Serie A il 24 ottobre 2004 in Livorno-Bologna (1-0). Esce al 58', sostituito da José Luís Vidigal. Termina la stagione con 26 presenze e 2 reti.
Il 15 luglio 2005 firma un triennale con il Mantova, in Serie B. Il 26 settembre 2008 scende di categoria, trasferendosi all'Arezzo, in Lega Pro Prima Divisione. Dopo alcuni mesi di inattività, il 6 gennaio 2010 viene tesserato dalla Carrarese, in Lega Pro Seconda Divisione. A fine stagione si ritira dall'attività agonistica.

### Dopo il ritiro
Nel 2011 viene nominato tecnico dei Giovanissimi Nazionali del Livorno. Nel 2012 diventa responsabile del settore giovanile del Livorno, incarico che ricopre fino al 2018. Il 14 luglio 2018 viene nominato direttore generale del Viareggio 2014, in Serie D. A ottobre si dimette dall'incarico.
Dopo aver lavorato due anni come scout manager in una società di procuratori, il 19 giugno 2023 torna al Livorno, che lo nomina responsabile del settore giovanile, ruolo già ricoperto nella sua precedente esperienza amaranto. Il 6 giugno 2024 viene nominato direttore tecnico del Livorno.

## Statistiche

### Presenze e reti nei club
| Stagione        | Squadra         | Campionato      | Campionato | Campionato | Coppe nazionali | Coppe nazionali | Coppe nazionali | Coppe continentali | Coppe continentali | Coppe continentali | Altre coppe | Altre coppe | Altre coppe | Totale | Totale |
| Stagione        | Squadra         | Camp            | Pres       | Reti       | Camp            | Pres            | Reti            | Camp               | Pres               | Reti               | Camp        | Pres        | Reti        | Pres   | Reti   |
| --------------- | --------------- | --------------- | ---------- | ---------- | --------------- | --------------- | --------------- | ------------------ | ------------------ | ------------------ | ----------- | ----------- | ----------- | ------ | ------ |
| 1995-1996       | Prato           | C1              | 31         | 1          | CI-C            | 0               | 0               | -                  | -                  | -                  | -           | -           | -           | 31     | 1      |
| 1996-1997       | Prato           | C1              | 25         | 0          | CI-C            | 0               | 0               | -                  | -                  | -                  | -           | -           | -           | 25     | 0      |
| Totale Prato    | Totale Prato    | Totale Prato    | 56         | 1          |                 | 0               | 0               |                    | -                  | -                  |             | -           | -           | 56     | 1      |
| 1997-1998       | Fidelis Andria  | B               | 32         | 0          | CI              | 2               | 0               | -                  | -                  | -                  | -           | -           | -           | 34     | 0      |
| 1998-1999       | Lecce           | B               | 22         | 0          | CI              | 5               | 0               | -                  | -                  | -                  | -           | -           | -           | 27     | 0      |
| set. 1999       | Lecce           | A               | 0          | 0          | CI              | 2               | 0               | -                  | -                  | -                  | -           | -           | -           | 2      | 0      |
| Totale Lecce    | Totale Lecce    | Totale Lecce    | 22         | 0          |                 | 7               | 0               |                    | -                  | -                  |             | -           | -           | 29     | 0      |
| set. 1999-2000  | Chievo          | B               | 18         | 0          | CI              | -               | -               | -                  | -                  | -                  | -           | -           | -           | 18     | 0      |
| 2000-2001       | Livorno         | C1              | 27+3       | 0+1        | CI-C            | 0               | 0               | -                  | -                  | -                  | -           | -           | -           | 30     | 1      |
| 2001-2002       | Livorno         | C1              | 26         | 1          | CI+CI-C         | 1+0             | 0               | -                  | -                  | -                  | SL-C1       | 0           | 0           | 27     | 1      |
| 2002-2003       | Livorno         | B               | 33         | 2          | CI              | 2               | 0               | -                  | -                  | -                  | -           | -           | -           | 35     | 2      |
| 2003-2004       | Livorno         | B               | 27         | 0          | CI              | 1               | 0               | -                  | -                  | -                  | -           | -           | -           | 28     | 0      |
| 2004-2005       | Livorno         | A               | 26         | 2          | CI              | 0               | 0               | -                  | -                  | -                  | -           | -           | -           | 26     | 2      |
| Totale Livorno  | Totale Livorno  | Totale Livorno  | 139+3      | 5+1        |                 | 4               | 0               |                    | -                  | -                  |             | 0           | 0           | 146    | 6      |
| 2005-2006       | Mantova         | B               | 20+2       | 0          | CI              | 1               | 0               | -                  | -                  | -                  | -           | -           | -           | 23     | 0      |
| 2006-2007       | Mantova         | B               | 32         | 2          | CI              | 2               | 0               | -                  | -                  | -                  | -           | -           | -           | 34     | 2      |
| 2007-2008       | Mantova         | B               | 12         | 3          | CI              | 0               | 0               | -                  | -                  | -                  | -           | -           | -           | 12     | 3      |
| Totale Mantova  | Totale Mantova  | Totale Mantova  | 64+2       | 5          |                 | 3               | 0               |                    | -                  | -                  |             | -           | -           | 69     | 5      |
| 2008-2009       | Arezzo          | 1D              | 13         | 0          | CI+CI-LP        | 0               | 0               | -                  | -                  | -                  | -           | -           | -           | 13     | 0      |
| gen.-giu. 2010  | Carrarese       | 2D              | 15         | 0          | CI-LP           | -               | -               | -                  | -                  | -                  | -           | -           | -           | 15     | 0      |
| Totale carriera | Totale carriera | Totale carriera | 364        | 12         |                 | 16              | 0               |                    | -                  | -                  |             | 0           | 0           | 380    | 12     |

## Palmarès

### Club

#### Competizioni nazionali
- Serie C1: 1

Livorno: 2001-2002 (Girone A)